# 愛新覚羅恒懿
愛新覚羅 恒懿（あいしんかくら こうい、繁体字: 愛新覺羅·恆懿; 簡体字: 爱新觉罗·恒懿; ピン音: Àixīnjuéluó Héngyì, 英: Aisin-Gioro Hengyi）は、中華人民共和国出身の画家。女性。現在アメリカ合衆国在住。父は愛新覚羅毓岳。祖父は愛新覚羅溥僎。曾祖父は愛新覚羅載漪。高祖父は道光帝第五皇子惇親王奕誴。中華人民共和国のころには北京市蔵珍閣書画社を創業。1999年から、特殊技能保持者としてアメリカに移住。

## 著書
- 一族の伝記「世紀風雪」上・下（日本放送出版協会 2007年）